# Typhlodromus auratus
Typhlodromus auratus är en spindeldjursart som beskrevs av Edward A. Ueckermann och Loots 1988. Typhlodromus auratus ingår i släktet Typhlodromus och familjen Phytoseiidae. Inga underarter finns listade i Catalogue of Life.